# Gostyń
Gostyń é um município da Polônia, na voivodia da Grande Polônia e no condado de Gostyń. Estende-se por uma área de 11,09 km², com 20 235 habitantes, segundo os censos de 2019, com uma densidade de 1 825 hab/km².